# Osceola County (Florida)
Osceola County is een county in de Amerikaanse staat Florida.
De county heeft een landoppervlakte van 3.424 km² en telt 172.493 inwoners (volkstelling 2000). De hoofdplaats is Kissimmee.

## Bevolkingsontwikkeling

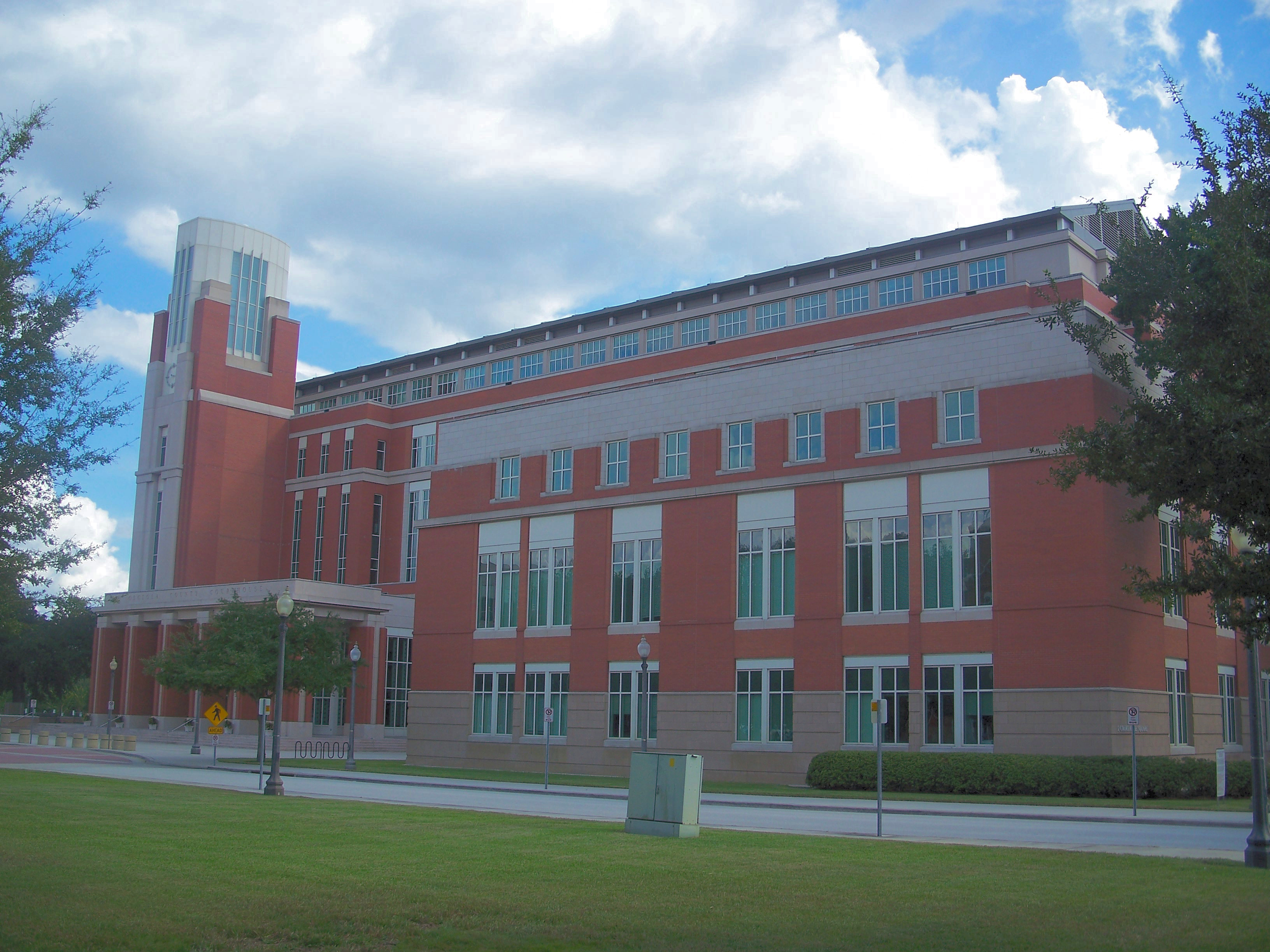
Osceola County Courthouse